# Igelzecke
Die Igelzecke (Ixodes hexagonus) ist eine Art aus der Familie der Schildzecken.

## Merkmale
Der Körper der Igelzecke ist, im nicht vollgesogenen Zustand, etwa 3,5 bis 4,5 Millimeter lang. Wie typisch für die Verwandtschaft, unterscheiden sich Männchen und Weibchen markant: Während der Schild (Skutum) beim Männchen das Tier dorsal (von oben) fast ganz bedeckt, ist er beim Weibchen auf den vorderen Bereich des Idiosomas beschränkt. Beim Weibchen sitzen auf dem vorderen Körperabschnitt (Capitulum) oben zwei auffallende, birnenförmige Porenfelder. Die Art ist vom sehr ähnlichen Gemeinen Holzbock überschlägig an der Form des braun gefärbten Skutum zu unterscheiden: Dieser ist beim gemeinen Holzbock eher rundlich, bei der Igelzecke eher sechseckig. Dieses Merkmal ist aber unsicher und erlaubt keine sichere Bestimmung. Eine sichere Ansprache erlaubt die Kombination folgender Merkmale: Die Palpen der Mundwerkzeuge sind in beiden Geschlechtern kurz, kürzer als die Basis des Capitulums, und am Ende keulenförmig verdickt. Die Hüften (Coxae), d. h. das erste Glied der gegliederten Beine, tragen beim Weibchen auf der Außenseite nur einen rudimentären, schlecht erkennbaren Dorn an den Coxen des ersten Beinpaars. Ein solcher Dorn sitzt aber auf der Innenseite der Coxen des ersten Beinpaars. Die Coxen der Beine tragen keine auffallend langen Haare und keine Porenfelder. Die letzten Beinglieder (Tarsen) des ersten Beinpaares sind zur Spitze hin abrupt verschmälert, davor sitzt ein deutlich abgesetzter, kleiner Höcker. Beim Weibchen sitzt die Genitalöffnung zwischen den Coxen des dritten Beinpaars (beim Gemeinen Holzbock des vierten).
Die Arten sind heute im Labor anhand ihrer DNA mit den Methoden des DNA Barcoding bestimmbar.

## Verbreitung
Die Igelzecke lebt in fast ganz Europa vom Mittelmeer bis nach Skandinavien und Irland, außerdem in Algerien und Marokko in Nordafrika, in Kleinasien und der Kaukasusregion, östlich durch ganz Osteuropa und Westasien bis nach Zentralasien (Tian Shan, Tadschikistan). Sie ist in Deutschland überall zu erwarten.

## Lebensweise
Wichtigster Wirt ist der Igel, Igelzecken befallen aber auch mit geringerer Häufigkeit eine Reihe Raubtiere, wie Steinmarder, Mauswiesel und Hermelin, Fuchs, aber auch Hunde und Hauskatzen. Seltener Fehlwirt neben dem Reh ist auch der Mensch. Befall des Menschen ist aufgrund der Lebensweise selten, aber doch recht regelmäßig und kommt am ehesten in unterirdischen Kellern oder Erdhöhlen oder durch Kontakt mit Haustieren vor. Bei einer Untersuchung von über 3.500 Hunden in England waren 21,7 Prozent der Hunde von Igelzecken befallen (zum Vergleich: Gewöhnlicher Holzbock: 72,1 Prozent, Fuchszecke Ixodes canisuga: 5,6 Prozent).
Igel sind regelmäßig und häufig von der Art befallen, bei genaueren Untersuchungen trugen zwischen 70 und 100 Prozent der untersuchten Tiere Zecken dieser Art, wobei auf einzelnen Tieren bis zu 247 Zecken (aller Lebensstadien) gezählt wurden. Es ist aber zu beachten, dass auch der Gewöhnliche Holzbock regelmäßig Igel befällt, in manchen Regionen sogar individuenreicher; die Zecken sind also nicht anhand ihres Wirts bestimmbar.
Die Igelzecke ist eine nestbewohnende (oder nidicole) Art, die auf ihre Wirte innerhalb des Nests wartet, sie sucht nicht außerhalb des Nestes aktiv nach Wirten. Wie bei vielen Zecken sind die Tiere imstande, lange zu hungern; unter Laborbedingungen überlebten Larven der Art mehr als 6 Jahre ohne Nahrungsaufnahme. Nach jedem Saugvorgang verlässt die Zecke den Wirt, es müssen also Larven, Nymphen und geschlechtsreife Tiere jeweils einen neuen Wirt aufsuchen („drei Wirt“-Zeckenart), dies kann ein Individuum derselben oder einer anderen Art sein. Die Art tritt in allen Jahreszeiten in vergleichbarer Dichte auf und besitzt, anders als der Gemeine Holzbock, keinen ausgeprägten Jahresgang.

## Medizinische Bedeutung
Die Igelzecke trägt, wie ihr Wirt, der Igel, Borrelia burgdorferi, den Erreger der Lyme-Borreliose und andere Borrelienarten und ist damit ein potenzieller Vektor dieser Krankheit. Außerdem überträgt sie das FSME-Virus und damit die Frühsommer-Meningoenzephalitis. Weiterhin wurden in Spanien parasitische Einzeller (Piroplasmen) der Art Theileria annae (Synonym: Babesia annae) übertragen, die eine Anämie vergleichbar der Babesiose des Hundes hervorrufen können. Zudem wurde in der Zecke auch DNA von Hepatozoon felis nachgewiesen.